# Precis pavonina
Precis pavonina är en fjärilsart som beskrevs av Butler 1895. Precis pavonina ingår i släktet Precis och familjen praktfjärilar. Inga underarter finns listade i Catalogue of Life.